# هيئة التحرير

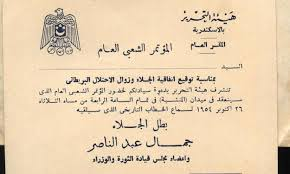
26-10-1954

هيئة التحرير هي هيئة سياسية شُكلت في عام 1953 أي بعد قيام ثورة 23 يوليو 1952 بقرابة العام الواحد.

## تاريخها
تأسست في 23 يناير سنة 1953 وكان شعارها هو الاتحاد- النظام- العمل وأهدافها تحقيق مايأتي:
- 1. التخلص من الاستعمار في وادي النيل (مصر والسودان)
- 2. تحقيق مصالح الشعب في الحياة الحرة الكريمة
- 3. إقامة مجتمع جديد على أسس من الإيمان بالله والإخلاص للوطن وتعزيز الثقة بالنفس وتوعية الناس

كان هدف عبد الناصر هو ان تكون "هيئة التحرير " انموذجا للاحزاب التي تريها الثورة وقيادتها خاصة بعد إصدار قرار حل الاحزاب في 16 كانون الثاني -يناير 1953. وهذا الرأي ذكره في خطابه في مدينة المنصورة يوم 19 أبريل 1953 ": " أن هيئة التحرير ليست حزباً سياسياً يجر المغانم على أصحابه أو يستهدف شهوة الحكم والسلطان وإنما هي أداة لتنظيم قوى الشعب وإعادة بناء مجتمعه على أسس جديدة صالحة اساسها الفرد. فنحن نؤمن بأن أي نهضة لا يمكن أن تقوم الا إذا آمن الفرد ببلده وقدرته. وأن إعادة بناء هذا الوطن لن تتم إلا إذا قام كل فرد بواجبه. فلن نستطيع وحدنا أن نقيم هذا البناء. وأن الفساد الذي عم جميع مرافق البلاد طوال عشرات السنين فيحتم علينا أن نعمل كل في اتجاهه من اجل ازالته والقضاء عليه. واعلموا ان الطريق طويل وشاق فعلينا أن نتذرع بالصبر فالإرادة التي لا تعرف اليأس لا يقف أمامها أي عائق وسنصل باذن الله وسننتصر"..
لهذا تم إنشائها بعدما تم استصدار قرار بحل الأحزاب السياسية ومصادرة جميع أموالها وممتلكاتها ومقراتها لصالح الشعب وذلك نظراً للزعم بأنها كانت مناهضة للثورة وتتصل بقوى أجنبية، لكن هذا القرار لم يشمل جماعة الإخوان المسلمين.
وكان إنشاء هيئة التحرير فكرة جمال عبد الناصر كما ذكر الرئيس الراحل محمد نجيب في مذكراته الشخصية «كنت رئيسا لمصر». وأنشئت هيئة التحرير لتصبح بمثابة حزب واحد كبير تابع لمجلس قيادة الثورة يضم كافة الأطياف.
وأعلن مجلس قيادة الثورة في بيان حل الأحزاب السياسية أن هيئة التحرير هدفها هو تأسيس الأحزاب على أسس سليمة، ولكن في الواقع كانت تهدف إلى القضاء على كل أصوات المعارضة حتى يستتب لمجلس قيادة الثورة الأمر وتسيطر على كل مقاليد الحكم.

## الشعار
كان شعار هيئة التحرير التي شكلتها حركة الضباط الأحرار هو الاتحاد والنظام والعمل وقد غنت له ليلى مراد.

## المجلس الأعلى لهيئة التحرير
كان المجلس برئاسة الرئيس جمال عبد الناصر وعضوية فتحي رضوان وصلاح سالم وكمال الدين حسين وأنور السادات ونور الدين طراف والشيخ أحمد حسن الباقوري وأحمد الشرباصي وأحمد عبد الله طعيمة وحسين السيد عبد القادر.